# Comuna Rosohovata, Illinți
Rosohovata (în ucraineană Росоховата) este o comună în raionul Illinți, regiunea Vinnița, Ucraina, formată din satele Petro-Markivka și Rosohovata (reședința).

## Demografie
Componența lingvistică a satului Rosohovata
     Ucraineană (99,35%)
     Alte limbi (0,65%)
Conform recensământului din 2001, majoritatea populației satului Rosohovata era vorbitoare de ucraineană (99,35%), existând în minoritate și vorbitori de alte limbi.